# Çeltikçi, Anamur
Çeltikçi là một xã thuộc huyện Anamur, tỉnh Mersin, Thổ Nhĩ Kỳ. Dân số thời điểm năm 2011 là 704 người.